# マイケル・ダースマ
マイケル・ダースマ（Michael Duursma　1978年2月26日 - ）は、オランダ・北ホラント州ハールレム出身の野球選手（遊撃手）。右投右打。現在は、ホーフトクラッセのL&Dアムステルダム・パイレーツに所属している。
マーク・ダースマとは、兄弟である。
「GLOBAL BASEBALL MATCH 2015 侍ジャパン 対 欧州代表」では、「ミカエル・ドゥールスマ」と表記されている。

## 経歴

### HCAW時代
1996年にオランダ国内リーグのホーフトクラッセのミスターコッカーHCAWに入団した。
1999年にサイプレス短期大学に入学した。

### 大学時代
2000年にパデュー大学へ編入した。

### ピオニールス時代
2001年にミノルタ・ピオニールスへ入団し、2年振りにオランダ球界に復帰した。
2003年に第10回ワールドポート・トーナメントのオランダ代表に選出された。
2006年3月に第1回WBCのオランダ代表に選出された。7月には第23回ハーレムベースボールウィークのオランダ代表に選出された。11月には第16回IBAFインターコンチネンタルカップのオランダ代表に選出された。
2007年8月に2007年ロッテルダム・ワールドポート・トーナメントのオランダ代表に選出された。9月には第30回ヨーロッパ野球選手権大会のオランダ代表に選出された。同月に第37回IBAFワールドカップのオランダ代表に選出されている。また、北京オリンピックの野球競技予選でオランダ代表に選出された。
2008年は北京オリンピックの野球オランダ代表に選出された。
2009年開幕前の3月に第2回WBCのオランダ代表に選出され、2大会連続での選出となった。
2011年9月20日に第39回IBAFワールドカップのオランダ代表に選出された。同大会ではヨーロッパの国としては、1938年大会のイギリス代表以来73年ぶりの優勝を果たした。この栄誉を称えて代表24人全員に「サー」の爵位が贈られ、ダースマにも贈られた。
2012年限りでピオニールスを退団した。

### アムステルダム・パイレーツ時代
2013年開幕前の3月に第3回WBCのオランダ代表に選出され、3大会連続3度目の選出となった。大会後はL&Dアムステルダム・パイレーツでプレー。
2014年9月2日に第1回フランス国際野球大会のオランダ代表に選出された。同大会でオランダ代表は初代優勝国となった。
大会終了後の12日に第33回ヨーロッパ野球選手権大会のオランダ代表に選出された。同大会ではオランダ代表が大会の記録である自国の20回の優勝を塗り替える3大会振り21度目の優勝を果たした。
2015年2月17日に「GLOBAL BASEBALL MATCH 2015 侍ジャパン 対 欧州代表」の欧州代表に選出された。3月10日の第1戦に「1番 三塁手」で先発出場している。4月13日には第15回ワールドポート・トーナメントと第1回WBSCプレミア12のオランダ代表候補選手に選出され、6月30日には第15回ワールドポート・トーナメントのオランダ代表に選出された。
2016年開幕前の1月18日にキューバ代表との強化試合のオランダ代表に選出された が、同試合は雨天中止となった。

## 詳細情報

### 代表歴
- 2003 ワールドポート・トーナメント オランダ代表
- アテネオリンピック野球オランダ代表
- 2006 ワールド・ベースボール・クラシック・オランダ代表
- 2006 ハーレムベースボールウィーク オランダ代表
- 2006 IBAFインターコンチネンタルカップ オランダ代表
- 2007 ワールドポート・トーナメント オランダ代表
- 2007年ヨーロッパ野球選手権大会オランダ代表
- 2007 IBAFワールドカップ オランダ代表
- 北京オリンピック野球オランダ代表
- 2009 ワールド・ベースボール・クラシック・オランダ代表
- 2011 IBAFワールドカップ オランダ代表
- 2013 ワールド・ベースボール・クラシック・オランダ代表
- 2014年フランス国際野球大会オランダ代表
- 2014ヨーロッパ野球選手権大会オランダ代表
- 2015 ワールドポート・トーナメント オランダ代表